# 유호 (광절후)
유호(劉護, ? ~ ?)는 전한 말기의 제후로, 치천효왕의 손자이다.

## 생애
아버지 유편의 뒤를 이어 광후(廣侯)에 봉해졌다.
시호를 절이라 하였고, 아들 유우가 작위를 이었다.

## 출전
- 반고, 《한서》 권15하 왕자후표 下

| 선대 아버지 광희후 유편 | 전한의 광후 ? ~ ? | 후대 아들 유우 |